# Kościół św. Katarzyny w Wieniawie
Kościół pw. Świętej Katarzyny w Wieniawie – rzymskokatolicki kościół parafialny należący do dekanatu przysuskiego diecezji radomskiej.

## Historia
Pierwsza drewniana świątynia nosząca wezwanie Najświętszej Maryi Panny i świętej Katarzyny została wzniesiona na tym miejscu w 1264 roku przez księdza Hieronima Strzembosza. W XIV wieku dziekan kielecki Mikołaj dobudował do istniejącej świątyni murowaną kruchtę, zakrystię i kaplicę św. Stanisława w stylu gotyckim.
Obecna budowla została zbudowana w drugiej połowie XIV wieku przez proboszcza Stanisława Młodeckiego. Kiedy około 1511 roku na miejscu starej świątyni została zbudowana późnogotycka świątynia, na jej patronkę została wybrana święta Katarzyna. Budowla ta była o sześć metrów wyższa od wcześniejszej.
Prezbiterium i kaplica zostały rozbudowane w 1703 roku, natomiast cała świątynia została odrestaurowana w 1912 roku. Wnętrze zostało gruntownie restaurowane i odnowione w latach 1987–1999 dzięki staraniom księdza Jana Blicharza. Budowla jest murowana i otynkowana.

## Architektura
Świątynia jest budowlą orientowaną. Najstarszą jej częścią jest prezbiterium późnogotyckie zamknięte wielobocznie oraz późnogotycka kaplica św. Stanisława. Kaplica otwiera się do prezbiterium arkadą okrągło-łukową, nakrywa ją sklepienie gwiaździste o ciosowych, profilowanych żebrach z kamiennym zwornikiem, na którym jest umieszczony herb Półkozic księdza Stanisława Młodeckiego oraz inicjały SP (odnoszące się zapewne do ówczesnego księdza), z dwoma zachowanymi wspornikami, jeden z nich ma kształt ludzkiej maski. Nawa świątyni, nakryta stropem płaskim, oraz dwa boczne ołtarze powstały w okresie baroku. Budowa nawy została ufundowana w 1703 roku przez Karola Dunina-Wąsowicza, podkomorzego sandomierskiego.
Od strony północnej do prezbiterium jest dobudowana zakrystia ze skarbczykiem, na piętrze otwiera się gotyckim portalem. Zakrystia i składziki nakryte są sklepieniem kolebkowym. Wewnętrzne portale są kamienne, zamknięte odcinkami łuku, późnogotyckie, profilowane i fazowane. Z zewnątrz narożniki prezbiterium i kaplicy posiadają przypory. Okna w kaplicy są ostrołukowe i są umieszczone w barokowych uszatych obramieniach z kroplami. Do wyposażenia świątyni należy barokowa ambona powstała na początku XVIII wieku z herbem Łabędź Dunin-Wąsowiczów – ówczesnych właścicieli i być może fundatorów – oraz późnogotycki krucyfiks powstały na początku XVI wieku i umieszczony w łuku tęczowym. Zachowała się także kamienna chrzcielnica ozdobiona herbem Jasieńczyk, inicjałami Andrzeja Michalskiego oraz datą 1686. Na północnej ścianie prezbiterium podczas prac konserwatorskich w latach 90. XX w. zostały odsłonięte ślady polichromii, zapewne z czasów budowy świątyni.

## Wyposażenie
Wewnątrz świątyni można zobaczyć ołtarz główny w stylu późnorenesansowym, powstały na początku XVII wieku z bogatą dekoracją rzeźbiarską, oraz obrazami w ołtarzu z tego samego czasu, oraz wspomniane wyżej dwa boczne ołtarze w stylu barokowym. W ołtarzu głównym są umieszczone dwa obrazy: Ukrzyżowanie i Matki Bożej Szkaplerznej z bogatą dekoracją snycerską. Został przywieziony z Rzymu przez księdza Stanisława Młodeckiego w 1543 roku. Jest to obraz w typie hodegetrii, przedstawiający Matkę Boską z Dzieciątkiem na ręku, namalowany na płótnie naklejonym na desce. Według lokalnej tradycji powstał pod koniec XIV wieku. Ponoć już w momencie gdy znalazł się w kościele, towarzyszyła mu bulla Stolicy Apostolskiej poświadczająca jego łaski, która niestety została skradziona. Obraz był czczony w Wieniawie i okolicach i były mu fundowane liczne wota.